# صموئيل روبنز براون
صموئيل روبنز براون (بالإنجليزية: Samuel Robbins Brown)‏ هو مترجم الكتاب المقدس ‏ ومبشر ومترجم أمريكي، ولد في 16 يونيو 1810 في أيست ويندسور في الولايات المتحدة، وتوفي في 20 يونيو 1880 في Stockbridge, Massachusetts ‏ في الولايات المتحدة.